# Уленбрук, Шарлотта
Шарлотта Уленбрук (родилась 4 января 1968, Лондон) — британский зоолог и повествователь в документальных фильмах о природе телекомпании BBC.

## Биография
Отец Шарлотты был нидерландцем и служил экспертом по агрономии при ООН, мать — англичанка. Шарлотта родилась в Лондоне, но родители увезли её в Гану, когда ей было десять дней отроду. С 5 до 14 лет она жила в Катманду, в Непале, после чего вернулась в Англию.
Шарлота Уленбрук в 1988 году получила степень бакалавра по зоологии и психологии, а 1997 — учёную степень доктора философии в области зоологии в Бристольском университете. Шесть месяцев она провела в Бурунди, помогая Джейн Гудолл в проекте по сохранению диких популяций шимпанзе. Ещё четыре года она изучала способы коммуникации у диких шимпанзе в лесах национального парка Гомби, в Танзании (также в рамках проекта Гуддолл).
Впервые на телевидении она появилась, когда в сериале «Dawn to Dusk» был показан материал с её участием о шимпанзе, живущих в окрестностях Танганьики. Вскоре после этого её пригласили вести «Дневники шимпанзе» на BBC2 (1998—1999).
Первым большим фильмом Шарлотты стал трёхчастный фильм «Близкие родственники» (2000), рассказывающий о приматах. В 2001 году она представила «Congo's Secret Chimps», а в 2002 — большой сериал о способах коммуникации у животных «Разговоры с животными».

## Фильмография
- Близкие родственники (2000)
- Джунгли (2003)